# Campeonato Mundial de Triatlón de 2025
El XXXVII Campeonato Mundial de Triatlón es una serie de ocho competiciones donde la Gran Final se celebrará en Wollongong (Australia) en el año 2025. Es realizado bajo la organización de la Unión Internacional de Triatlón (ITU).

## Etapas
| Fecha              | Lugar                           | Tipo     |
| ------------------ | ------------------------------- | -------- |
| 15 – 16 de febrero | Abu Dabi ( EAU)                 | Estándar |
| 17 de mayo         | Yokohama ( Japón)               | Estándar |
| 31 de mayo         | Alguer ( Italia)                | Estándar |
| 12 – 13 de julio   | Hamburgo ( Alemania)            | Esprint  |
| 31 de agosto       | Saint-Raphaël/Fréjus ( Francia) | Estándar |
| 14 de septiembre   | Karlovy Vary ( República Checa) | Estándar |
| 26 de septiembre   | Weihai ( China)                 | Estándar |
| 19 de octubre      | Wollongong ( Australia)         | Final    |

## Resultados

### Masculino
| Evento   | Oro                        | Plata                    | Bronce                    |
| -------- | -------------------------- | ------------------------ | ------------------------- |
| Abu Dabi | Hayden Wilde Nueva Zelanda | Matthew Hauser Australia | Vasco Vilaça Portugal     |
| Yokohama | Matthew Hauser Australia   | Vasco Vilaça Portugal    | Miguel Hidalgo · Brasil   |
| Alguer   | Miguel Hidalgo · Brasil    | Matthew Hauser Australia | Léo Bergère Francia       |
| Hamburgo | Matthew Hauser Australia   | Vasco Vilaça Portugal    | Alessio Crociani · Italia |

### Femenino
| Evento   | Oro                         | Plata                        | Bronce                       |
| -------- | --------------------------- | ---------------------------- | ---------------------------- |
| Abu Dabi | Lisa Tertsch · Alemania     | Nina Eim · Alemania          | Laura Lindemann · Alemania   |
| Yokohama | Jeanne Lehair Luxemburgo    | Elizabeth Potter Reino Unido | Lisa Tertsch · Alemania      |
| Alguer   | Cassandre Beaugrand Francia | Bianca Seregni · Italia      | Olivia Mathias Reino Unido   |
| Hamburgo | Léonie Périault Francia     | Cassandre Beaugrand Francia  | Elizabeth Potter Reino Unido |